# Natri pertecnetat
Natri pertecnetat là hợp chất vô cơ có công thức NaTcO4. Muối không màu này chứa anion [TcO4]−. Anion phóng xạ 99mTcO4− là một dược phẩm phóng xạ quan trọng trong chẩn đoán bệnh. Sự thuận lợi của 99mTc gồm chu kỳ bán rã ngắn của nó (6 giờ) và độ phát xạ thấp đến bệnh nhân, điều này cho phép một bệnh nhân có thể tiêm vào với liều lượng hơn 30 mCi. Na[99mTcO4] là chất bắt nguồn cho nhiều dẫn xuất khác nhau dùng để miêu tả các bộ phận khác nhau của cơ thể.

## Hoá học
[TcO4]− là chất liệu đầu tiên cho hầu hết ngành hoá học về tecneti. Muối petechnetat của kim loại kiềm và kiềm thổ thường không màu. [TcO4]− được điều chế bằng cách oxi hoá tecneti với axit nitric hoặc hydro peroxide. Anion pertecnetat tương tự anion pemanganat nhưng có tính oxi hoá yếu hơn. Nó có cấu trúc tứ diện và có tính nghịch từ. Thế điện cực chuẩn của cặp oxi hoá/khử TcO4−/TcO2 chỉ khoảng +0,738 V trong môi trường acid, trong khi cặp MnO4−/MnO2 có giá trị +1,695. Vì tính oxi hoá giảm đi, [TcO4]− bền trong dung dịch base. [TcO4]− giống ReO4− hơn. Phụ thuộc vào chất khử, [TcO4]− có thể bị khử xuống các số oxi hoá +6, +5 và +4. Nếu có mặt các cấu tử phức hợp mạnh, TcO4− bị khử xuống số oxi hoá +4 thông qua việc tạo thành oxit TcO2 hydrat hoá.

## Ứng dụng y khoa
Chu kỳ bán rã của 99mTc đủ dài để làm chất đánh dấu phóng xạ và các phép đo nhấp nháy có thể thực hiện mà không làm mất tính phóng xạ. Năng lượng giải phóng từ 99mTc là 140 keV, cho phép tiến hành các nghiên cứu vào các bộ phận bên trong của cơ thể. Các dược phẩm phóng xạ không có hiệu quả y khoa được dự kiến trước và dùng với nồng độ rất thấp. Các chất chứa 99mTc được dùng gần đây trong việc khám phá hình dạng các cơ quan, kiểm tra chức năng của cơ quan, và trong các bức chụp X-quang nhấp nháy và phát nhiệt. Bức xạ gamma phát ra bởi hạt nhân phóng xạ cho phép các cơ quan của cơ thể được chụp ảnh từ bên trong cơ thể. Gần đây, hơn 80% các dược phẩm phóng xạ dùng trong y khoa được dán nhãn 99mTc. Một phần lớn các sản phẩm 99mTc được tổng hợp từ phản ứng khử ion petechnetat với sự có mặt các cấu tử để phù hợp với sự khác biệt của cơ quan khác nhau. Sau đó hợp chất 99mTc được đưa vào cơ thể và một "camera gamma" tập trung vào các mặt cắt hoặc mặt phẳng để chụp lại sự phân bố của 99mTc.

### Ứng dụng chụp ảnh đặc biệt
99mTc được dùng đầu tiên trong việc nghiên cứu tuyến giáp - hình dáng, các mạch và chức năng của nó. [TcO4]− và iod, cùng kết hợp trong tuyến giáp. Ion petechnetat không kết hợp với thyroglobulin. Nó còn dùng trong việc nghiên cứu sự lưu thông máu, sự tích tụ và sự tổn thương bên trong não, vì nó lưu thông trong mô sợi màng trạch (choroid plexus).
Natri petechnetat không thể vượt qua hàng rào máu não. Ngoài tuyến giáp và tuyến nước bọt, 99mTcO4− còn vào dạ dày.99mTcO4− được thải ra ngoài qua thận sau 3 ngày trong cơ thể. Sau khi quét xong, các bệnh nhân được khuyên uống nhiều nước để giải quyết việc giải phóng các hạt nhân phóng xạ. Phương pháp xử lý 99mTcO4− khác bao gồm trong bụng, trong cơ, dưới da, cũng như qua miệng. Tính chất của ion 99mTcO4− vẫn như thế, với thêm một chút khác biệt do lượng tiêu thụ, không quan tâm đến phương pháp xử lý.

## Điều chế99mTcO4−
99mTc có mặt với độ tinh khiết cao từ molypden-99, phân rã với xác suất 87% tạo ra 99mTc. Sự phân rã sau đó của 99mTc tạo ra 99Tc hoặc 99Rb.99Mo có thể được sản xuất trong một phản ứng hạt nhân thông qua sự chiếu xạ molypden-98 hoặc molypden tự nhiên với các neutron nóng, nhưng ngày nay phương pháp này không còn sử dụng. Gần đây, 99Mo được thu lại như một sản phẩm của phản ứng phân hạch 235U, tách ra từ sản phẩm phân hạch khác qua một quá trình nhiều bước và được hấp thụ vào một cột nhôm tạo ra lõi chứa đồng vị phóng xạ 99Mo/99mTc.
Vì 99Mo phân rã tiếp tạo 99mTc, 99mTc có thể được tháo ra định kỳ (thường là hằng ngày) bằng cách dội dung dịch muối (0,15 M NaCl) qua cột nhôm: một lượng lớn 99MoO42− còn lại trên nhôm, nơi tiếp tục quá trình phân rã, trong khi 99mTcO4− hoà vào dung dịch muối. Việc tách khỏi cột nhôm phải vô trùng và không phát nhiệt, để Tc có thể dùng trực tiếp, thường trong vòng 12 giờ sau khi tách. Trong một vài trường hợp, quá trình thăng hoa hoặc chiết cũng được dùng.

## Tổng hợp dược phẩm phóng xạ99mTcO4−
99mTcO4− có lợi cho việc tổng hợp nhiều loại dược phẩm phóng xạ vì Tc có thể chấp nhận một trạng thái oxi hoá. Trạng thái oxi hoá và đồng cấu tử tạo ra nét riêng biệt của các loại dược phẩm. Chất ban đầu Na99mTcO4, có thể tạo ra sau khi tách ra khỏi cột nhôm, như đã đề cập ở trên, có thể bị khử với sự có mặt của các cấu tử phức hợp. Nhiều chất khử có thể được dùng, nhưng tránh chất khử là kim loại chuyển tiếp vì các kim loại này cạnh tranh với 99mTc tạo phức chất. Các chất oxalat, fomat, hydroxylamin và hydrazin cũng nên tránh vì chúng tạo phức chất với tecneti. Việc khử bằng điện cũng không thực tế.
Theo lý tưởng, tổng hợp dược phẩm theo yêu cầu từ 99mTcO4−, một chất khử, và các cấu tử theo yêu cầu nên xảy ra trong một bình thí nghiệm sau khi tách, và phản ứng phải xảy ra trong dung môi có thê tiêm vào tĩnh mạch, như dung dịch muối. Trang thiết bị phải có chất khử, thường là thiếc(II) và các cấu tử. Những thiết bị này phải vô trùng, cách nhiệt, dễ kiếm, và có thể bảo quản trong một thời gian dài. Phản ứng với 99mTcO4− diễn ra trực tiếp sau khi tách và trước khi sử dụng một thời gian ngắn. Một nét đặc trưng cao đối với các cơ quan là quan trọng vì độ phóng xạ tiêm vào cơ thể nên tích luỹ trong các cơ quan khi tiêu hoá, vì nên có một tỉ lệ phóng xạ cao của các cơ quan mục tiêu đến các cơ quan khác. Nếu có độ phóng xạ cao trong một cơ quan liền kề đến một cơ quan khác, các bức ảnh của cơ quan cần chụp có thể bị mờ đi. Ngoài ra, tính đặc trưng cao còn giúp khử bớt độ phóng xạ dẫn đến giảm sự phơi nhiễm phóng xạ. Các dược phẩm phóng xạ phải trơ về động lực, trong đó nó không thay đổi về hoá học khi vào các cơ quan.

### Ví dụ
- Một phức chất mà có thể xuyên qua hàng rào máu não được tạo ra từ việc khử 99mTcO4− với thiếc(II) khi có mặt "d,l-HMPAO" để hình thành TcO-d,l-HMPAO (HM-PAO là hexametylpropylenamino oxim).
- Một phức chất để chụp ảnh phổi "Tc-MAA," được tạo ra từ việc khử 99mTcO4− với SnCl2 khi có mặt anbumin của huyết thanh người.
- [99mTc(OH2)3(CO)3]+, bền trong nước và trong không khí, được tạo ra từ việc khử 99mTcO4− với cacbon monoxit (CO). Hợp chất này là chất ban đầu để tạo phức dùng trong chẩn đoán và chữa trị ung thư.[7]

## Các phản ứng có chứa ion pertechnetat
- Phân ly phóng xạ TcO4− trong dung dịch nitrat tạo ra thông qua sự khử TcO42− tạo ra quá trình khử proton của phức chất:

TcO4− + e− → TcO42−
2 TcO42− → TcO4− + Tc(V)
2 Tc(V) → TcO42− + Tc(IV)
Tc(V) + TcO42− → Tc(IV) + TcO4−
- Petechnetat có thể phản ứng với H2S tạo ra Tc2S7.
- Petechnetat còn bị khử thành các hợp chất Tc(IV/V) trong dung dịch kiềm trong bể rác thải hạt nhân mà không cần thêm kim loại xúc tác, chất khử, hay phát xạ ra ngoài. Phản ứng của đường đơn và đường đa với 99mTcO4− tạo hợp chất Tc(IV) tan trong nước.[8]